# Tlaxiomulco
Tlaxiomulco är en ort i Mexiko.   Den ligger i kommunen Milpa Alta och delstaten Distrito Federal, i den sydöstra delen av landet, 28 km söder om huvudstaden Mexico City. Tlaxiomulco ligger 2 519 meter över havet och antalet invånare är 113.
Terrängen runt Tlaxiomulco är bergig, och sluttar norrut. Runt Tlaxiomulco är det tätbefolkat, med 411 invånare per kvadratkilometer. Närmaste större samhälle är Iztapalapa, 18,7 km norr om Tlaxiomulco. Trakten runt Tlaxiomulco består till största delen av jordbruksmark.